# Ousmane Barry
Elhadj Ousmane Barry, noto anche come Pato (Conakry, 27 settembre 1991), è un calciatore guineano, attaccante dell'Al-Bukayriyah.